# Murder Music: A History of Black Metal
Murder Music: A History of Black Metal es un documental de heavy metal, lanzado al aire por el canal con sistema Pay per View británico Rockworld TV. Murder Music se centra alrededor del subgénero llamado black metal. Fue escrita por un importante periodista de metal, Malcolm Dome, y financiado por Rockworld TV y Contraband Candy, ambos de René Ackermann, quien fue también el coproductor. 
Los temas que trata Murder Music son: los orígenes del black metal, la banda de heavy metal Black Sabbath (Birmingham, Gran Bretaña) a los pioneros del metal extremo británico Venom (Newcastle); el movimiento anticristiano y sus practicantes; los escándalos por los crímenes (robos y asesinatos) en el Movimiento del black metal noruego; y la paradoja del Black Metal Cristiano, representado por la banda escandinava Frosthardr.
Varios músicos del género fueron entrevistados, como Satyricon, Immortal, Mayhem, Dimmu Borgir y Cradle of Filth. También fueron entrevistados varios allegados al género sin ser músicos, como el editor de Terrorizer Magazine Jonathan Selzer y Didrik Søderlind, coautor del libro Lords of Chaos.

## La película
El financiamiento de Murder Music por parte de René Ackermann comenzó con su interés en la escena del black metal a finales de los 90s. Su interés por el género comenzó cuando leyó los libros Lucifer Rising, de Gavin Baddeley, y, el ya nombrado, Lords of Chaos. En 2006, Ackermann acordó con el director y coproductor David Kenny comenzar a filmar el documental.
El debut de Murder Music se dio el viernes 13 de abril de 2007, en el Canal Sky (368) (conocido como Rockworld TV). Un detrás de escena que muestra la creación del documental, titulado Murder Music: Backstage, fue lanzado, también, en el mismo canal. Este contiene el detrás de escena, sumado a escenas extendidas y eliminadas a la hora de editarlo.

## Resumen del argumento
Jeffrey "Mantas" Dunn, guitarrista y miembro fundador de Venom, desmiente la creencia popular de que las letras del grupo solo hablan de satanismo:

If you look back in the day at the early Venom songs, it never was strictly about the devil... I mean, we had songs about sex, we had songs about drugs. We got songs about serial killers - all that kind of stuff. So basically it was all that sort of dark elements of life, if you like.
Si miras atrás en el tiempo, no todas las letras de Venom hablaban del diablo... Es decir, tenemos canciones que hablan de sexo, otras que hablan de drogas, otras de asesinos en serie y todo ese tipo de cosas. O sea, hablan todas de las cosas oscuras de la vida.
Mantas